# Шитов, Дмитрий Константинович
Дмитрий Константинович Шитов (1925 — 1999) — советский передовик производства в деревообрабатывающей промышленности. Герой Социалистического Труда (1966).

## Биография
Родился 23 сентября 1925 года в селе Степановка, Кзыл-Юлдузского района Татарской АССР в рабочей семье.
С 1942 года после окончания семи классов и ремесленного училища №12 был принят сушильщиком на Балахнинский целлюлозно-бумажный комбинат.
С 1943 года и до выхода на пенсию Д. К. Шитов  работал —  сушильщиком, сеточником, машинистом бумагоделательной машины, начальником узла переработки брака, старшим мастером этого участка и старшим инженером-технологом подготовительного отдела и участка переработки брака Балахнинского целлюлозно-бумажного комбината.
29 июня 1961 года и 26 апреля 1963 года Указом Президиума Верховного Совета СССР «за высокие производственные показатели и отличие в труде»  Дмитрий Константинович Шитов был награждён Медалью «За трудовое отличие» и Медалью «За трудовую доблесть».
Д. К. Шитов занимался подготовкой рабочего персонала и принимал непосредственное участие в пуске двух новых 6-й и 7-й быстроходных бумагоделательных машин, проектная мощность которых — 750 метров в минуту была превышена — в два раза.
17 сентября 1966 года Указом Президиума Верховного Совета СССР «за выдающиеся успехи, достигнутые в выполнении заданий семилетнего плана по развитию лесной, целлюлозно-бумажной и деревообрабатывающей промышленности» Дмитрий Константинович Шитов был удостоен звания Героя Социалистического Труда с вручением Ордена Ленина и золотой медали «Серп и Молот».
После выхода на пенсию жил в городе Балахна. Скончался 14 марта 1999 года.

## Награды
- Медаль «Серп и Молот» (17.09.1966)
- Орден Ленина (17.09.1966)
- Медаль «За трудовую доблесть» (26.04.1963)
- Медаль «За трудовое отличие» (29.06.1961)